# Маргарита Цаца-Николовска
Маргарита Цаца-Николовска (на македонска литературна норма: Маргарита Цаца-Николовска) е северномакедонска съдийка.

## Биография
Родена е на 28 ноември 1950 година в столицата на Народна република Македония Скопие. Завършва право в Юридическия факултет на Скопския университет в 1975 година. Става съдийка в Окръжния съд в Скопие в 1978 година, а след това съдийка в Регионалния съд в Скопие в 1987 година. По-късно е съдийка в Апелативния съд в Скопие. За кратко става съдийка във Върховния съд на Република Македония. Избрана е за съдийка в Европейския съд по правата на човека от Република Македония в 1998 година и заема тази длъжност до 2008 година. Назначена е за международна съдийка в Конституционния съд на Босна и Херцеговина в 2011 година.
Носителка е на френското отличие „Кавалер на Ордена на Почетния легион“ в 2022 година.